# El jugador (pel·lícula de 2009)
El jugador (títol original: Gamer) és una pel·lícula estatunidenca de 2009 escrita i dirigida per Mark Neveldine i Brian Taylor i protagonitzada per Gerard Butler i Michael C. Hall. Estrenada el 4 de setembre, la pel·lícula està basada en els videojocs d'acció en tercera persona. Està doblada al català.

## Argument
Any 2034. La tecnologia del control mental s'ha popularitzat i el videojoc Slayers permet controlar uns presoners en una sèrie de baralles a la presó. Si algun sobreviu 30 combats guanya la llibertat. Simon és un noi de 17 anys que controla la ment del convicte Kable, l'únic que ha aconseguit guanyar 28 combats. Només n'ha de guanyar dos més per ser un home lliure, però les coses no són com semblen i un grup antisistema decideix entrar en acció per conscienciar el món. Aquí, res no és el que sembla i molt menys Kable i el multimilionari finançador del videojoc: Ken Castle.

## Repartiment
- Gerard Butler com John "Kable" Tillman
- Amber Valletta com Angie "Nika" Roth Tillman
- Michael C. Hall com Ken Castle
- Kyra Sedgwick com Gina Parker Smith
- Logan Lerman com Simon Silverton
- Terry Crews com Hackman
- Alison Lohman com Trace
- Ludacris com Brother
- Aaron Yoo com Dude
- John Leguizamo com Freek
- Zoë Bell com Sandra
- Mimi Michaels com Stikkimuffin
- Ashley Rickards com 2KATCHAPREDATOR
- Milo Ventimiglia com Rick Rape
- Jonathan Chase com líder
- Keith David com a agent Keith